# Asteras Tripoli F.C.
Asteras Tripoli Football Club (græsk: Αστέρας Τρίπολης, omskrevet "Asteras Tripolis", oversat til dansk "Tripolis stjerne") er en græsk fodboldklub beliggende i Tripoli. Klubben spiller til dagligt i den græske liga Super League.